# Rubén Lezcano
Pour les articles homonymes, voir Lezcano.
Rubén Lezcano, né le 9 février 2004 à Repatriación (en) au Paraguay, est un footballeur paraguayen qui joue au poste de milieu offensif au Fluminense FC.

## Biographie

### En club
Né à Repatriación (en) au Paraguay, Rubén Lezcano commence le football avec le Club Mariscal López où il côtoie notamment Julio Enciso, qui tout comme lui rejoint ensuite le Club Libertad, où il est formé.
Il joue son premier match en professionnel le 31 juillet 2022, face au Resistencia SC en championnat. Il entre en jeu à la place de Diego Gómez et son équipe s'impose par quatre buts à zéro.
Lezcano marque son premier but en professionnel le 10 juin 2023, lors d'une rencontre de championnat face au Club Sportivo Ameliano, en championnat. Buteur après son entrée en jeu, il permet à son équipe d'égaliser (1-1 score final).
Le 22 mai 2024, Lezcano se fait remarquer en marquant deux buts pour le Club Libertad, lors d'une rencontre de championnat face au Club Nacional. Titulaire, il ouvre le score d'une frappe lointaine avant de mettre son second but en fin de match. Il contribue ainsi à la victoire de son équipe par cinq buts à zéro. Il s'agit de son premier doublé en professionnel,.

### En sélection
Avec l'équipe du Paraguay des moins de 23 ans Rubén Lezcano participe au Tournoi pré-olympique de la CONMEBOL 2024. Son équipe remporte le tournoi pour la seconde fois après 1992.

## Palmarès
Club Libertad
- Championnat du Paraguay (3) :
  - Champion : 2022, 2023 et 2024.